# Real Audiencia von Santa Fe de Bogotá
Die Real Audiencia de Santafé de Bogotá oder Santa Fe (auf Spanisch vollständig: Audiencia y Cancillería Real de Santafé de Bogotá) wurde am 7. April 1550 in Bogotá eingerichtet und war ein Gerichtshof mit Zuständigkeit für einen Gerichtsbezirk des Vizekönigreichs Peru sowie eine Institution der Kolonialverwaltung (siehe: Real Audiencia). Der Zuständigkeitsbereich der Audiencia von Bogotá erstreckte sich etwa über die heutigen Staatsgebiete von Kolumbien, Venezuela, Ecuador und Panama.
Nach der Teilung des Vizekönigreichs Peru im Jahr 1717 gehörte die Real Audiencia von Bogotá zum Vizekönigreich Neugranada und wurde mit der Unabhängigkeit Kolumbiens im Jahr 1819 aufgelöst.

## Die Rolle derReal Audienciasin den Kolonien
Im Rahmen der Kolonisierung Mittel- und Südamerika durch die Spanier erließen König Ferdinand V. und Karl V. die „Gesetze über Indien“ (Leyes de Indias), zu denen auch die „Neuen Gesetze“ (Leyes Nuevas) von 1542 gehörten, in denen die Krone die Verwaltung den überseeischen Kolonien organisierte und regelte.
Für die Umsetzung der Gesetze und die Unterstützung der militärischen Gouverneure waren die Real Audiencias zuständig. Sie erfüllten damit Aufgaben in der Verwaltung und im Finanzwesen, die über die eines Gerichtshofes nach heutigem Verständnis weit hinausgingen, zumal eine Gewaltenteilung unbekannt war. Neben einem Vorsitzenden und vier Richtern (spanisch: oidores) gab es einen Staatsanwalt (spanisch: fiscal), aber auch nachgeordnete Exekutivkräfte wie einen Büttel (alguacil mayor), Polizeikräfte, Übersetzer usw.

## Die Einrichtung
Nach der ersten dauerhaften Besiedelung und der Gründung der Stadt Santa Fe de Bogotá durch die Spanier 1538 hatten die Eroberer das betreffende Gebiet als Neues Königreich von Granada (Nuevo Reino de Granada) benannt. 1540 wurde es vom spanischen König Karl V. dem Konquistador Sebastián de Belalcázar zugesprochen. Für die Verwaltung und Rechtsprechung sollte es dem Vizekönigreich Peru unterstehen, das 1542 gegründet wurde.
1546 empfahl Miguel Díaz de Armendáriz dem Indienrat die Einrichtung einer eigenen Real Audiencia in Bogotá, da die  Real Audiencia von Lima aufgrund ihrer Kapazität und den weiten Distanzen mit der Verwaltung und Rechtsprechung von Neugranada überfordert wäre.
Am 17. Juli 1549 beschloss der Indienrat die Einrichtung der Audiencia und benannte Gutiérrez de Mercado zum Vorsitzenden sowie Beltrán de Góngora, Juan López de Galarza und Francisco Briceño zu oidores. Die erste Sitzung fand am 7. April 1550 statt, freilich ohne den Präsidenten, der zuvor verstorben war, vermutlich wurde er vergiftet.
Als Nachfolger sollte Díaz de Armendáriz fungieren, doch dieser wurde unter schweren Vorwürfen nach Spanien verbracht und starb unterwegs. Auch den Nachfolgern erging es nicht viel besser, sie starben auf der Reise oder waren anderweitig verhindert, das Amt auszuführen. Letztlich dauerte es bis 1563, bis mit Andrés Díaz Venero de Leyva der erste Präsident den Vorsitz übernehmen konnte.
1680 wurden in einer Neufassung der Indiengesetze (Leyes de Indias) die Zuständigkeiten und Grenzen der Gerichtsbarkeit der Audiencia von Bogotá festgehalten.
1715 kam es zu einem Aufstand der oidores gegen den Präsidenten Francisco Meneses Bravo de Saravia. Der Putsch sowie die neue politische Lage in Spanien nach der Übernahme der Monarchie durch die Bourbonen in der Folge des spanischen Erbfolgekrieges führte zur Abspaltung von Neugranada vom Vizekönigreich Peru und der Gründung eines eigenen Vizekönigreiches Neugranada. Damit wurden auch die Zuständigkeiten in der Kolonialverwaltung zwischen dem Vizekönig und der Audiencia neu geregelt; die Real Audiencia wurde von da an von keinem Präsidenten mehr geführt.
Im Zuge der Unabhängigkeitsbewegung riefen die Aufständischen unter Simón Bolívar 1810 die Erste Republik Kolumbien aus; den Spaniern gelang aber bis 1816 die Rückeroberung des Gebietes. Erst 1819 mit der Gründung von Großkolumbien endete die spanische Kolonialherrschaft und damit die Rechtsprechung der Real Audiencia.

## Vorsitzende der Real Audiencia von Santa Fé de Bogotá
- Andrés Díaz Venero de Leyva (1564–1574)
- Francisco Briceño (1575)
- Lope Díez Aux de Armendáriz (1578–1580)
- Francisco Guillén Chaparro, interimistisch
- Antonio González (1590–1597)
- Francisco de Sande (1597–1602)
- Juan de Borja y Armendia (1605–1628)
- Sancho Girón de Narváez (1630–1637)
- Martín de Saavedra Galindo de Guzmán (1637–1645)
- Juan Fernández de Córdoba y Coalla (1645–1652)
- Dionisio Pérez Manrique de Lara (1654–1660)
- Diego de Egües y Beaumont (1662–1664)
- Diego del Corro y Carrascal (1666–1667)
- Diego de Villalba y Toledo (1667–1671)
- Melchor de Liñán y Cisneros (1671–1674)
- Francisco Castillo de la Concha (1679–1685†)
- Gil de Cabrera y Dávalos (1686–1691, 1694–1703)
- Diego Córdoba Lasso de la Vega (1703–1710, 1711–1712)
- Francisco Cossio y Otero (1710–1711)
- Francisco Meneses Bravo de Saravia (1712–1715)
- Francisco del Rincón (1717–1718)
- Antonio de la Pedrosa y Guerrero (1718–1719)
- Jorge de Villalonga (1719–1723)
- Antonio Manso Maldonado (1724–1731)
- Rafael de Eslava (1733–1737)
- Antonio González Manrique (1738)
- Francisco González Manrique (1739–1740)